# Радовичи (купеческий род)
Радовичи (пол. Radowicz, рум. Radovici) — купеческий род в Польше, а затем Российской империи. Вели торговлю по реке Днестр, участвовали в международной торговле в XVIII—XIX веках, позже владели землями в Бессарабской и Подольской губерниях.

## История

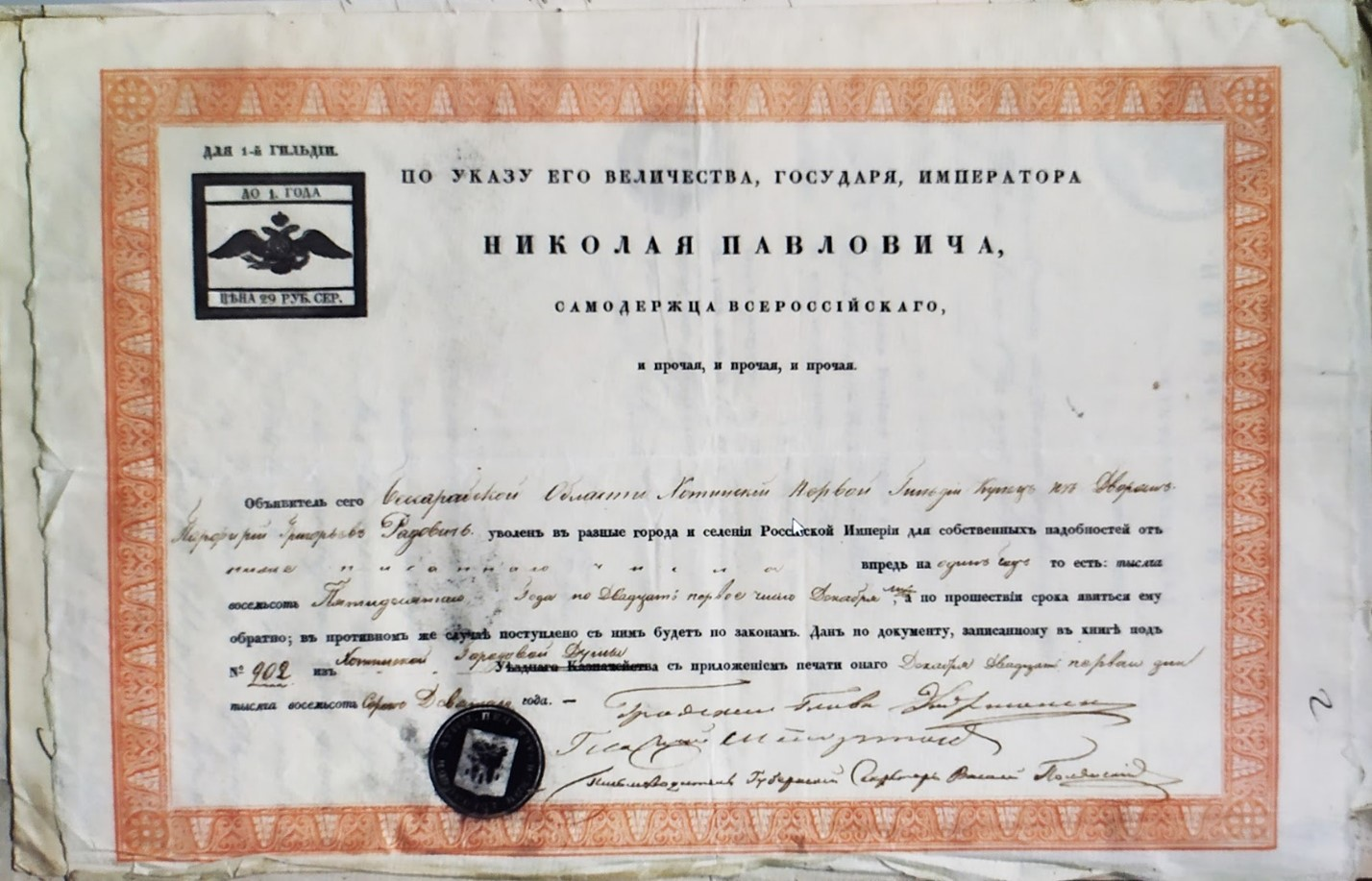
Дорожные документы купца Порфирия Радовича. 1849 год

По семейной истории Радовичи являются потомками серба Павла Радовича, который переехал в Польшу из Сербии во второй половине XVII века. Вели торговлю по реке Днестр XVIII—XIX веках, а также были участниками международной торговли с Австрийской империей, Румыней и Османской империей. Были тесно связаны торговыми отношениями с купцами греческого происхождения в Нежине и Одессе. В это время семья Радовичей породнились с знатными польскими, греческими и бессарабскими семьями, которые определяли жизнь этого региона — Инглези, Годлевские, Коцовские, Маноли, Янопуло, Бежануцо, Ботезату, Аснаш, Артыновы.
Согласно данным метрических книг XVIII века Радовичи были частью польской шляхты. В первой половине XIX века дважды безуспешно пытались получить российское дворянство. В 1858 году получили статус почётных граждан.
Около 1800 года, ещё до присоединения Бессарабии к Российской империи, купцы Радовичи совместно с другими Могилевскими купцами на распродаже имущества молдавского боярина Логофета Иордакия Канты приобрели большие участки земли рядом с городом Могилёв-Подольский. Эти земли были на территории Османской империи, но 1812 г. были присоединены к Российской империи. В том числе имение с усадьбой в селе Ожево на берегу Днестра, которым Радовичи владели до начала XX века. Во второй половине XIX веках отошли от торговли и получали доходы в основном за счет владения и управления землей в Бессарабской и Подольских губрениях.
Банда гайдука Тодора Тобольтока грабила по всей Бессарабии с начала 1820-х до 1834 года. Бессарабский генерал-губернатор князь Воронцов в специальном донесении о поимке знаменитого разбойника указывает, что энергии измаильского купца 3-й гильдии Константина Радовича «Бессарабия обязана поимкою сильной и свирепой шайки разбойников и самого начальника оной Тодора Тобольтока, столь долго грабившего и истощавшего всю область». По мотивам истории Тодора Тобольтока на Молдова-фильм в 1958 был снят фильм «Атаман Кодр».
Сын Константина Тимофеевича — Иван в 1860-е годы русифицировал фамилию, после чего стал Радовым. Он, а также его сыновья Никанор и Анатолий, выбрали военную карьеру. Они получили образование в Елисаветградском кавалерийском училище и были офицерами в различных кавалерийских полках.
После Гражданской войны в России 1917—1923 потомки купцов Радович остались в Бессарабии, которая была присоединена к Румынии, эмигрировали в Югославию или были репрессированы.

## Известные представители
- Радович Георгий Стефанович (польск. Wojciech Radowicz, ? — 1810, Могилев-Подольский) — Могилева-Подольской первой гильдии купец[2][3].
- Радович Тимофей Георгиевич (14 окт 1762, с. Грабовцы — около 1813, Могилев-Подольский) — Могилева-Подольской первой гильдии купец[2][3].
- Радович Григорий Георгиевич (7 янв 1766, с. Грабовцы — около 1845, с. Ожево) — Хотинской первой гильдии купец, помещик села Ожова .[2]
- Радович Константин Тимофеевич Радович — Потомственный почетный гражданин, Измаильский купец 3-й гильдии.[2][10]
- Радович Порфирий Григорьевич (8 мар 1809, Могилев-Подольский — 1853, с. Деркауцы) — Хотинской первой гильдии купец, помещик села Деркауцы.[2]
- Радович Александр Григорьевич (24 мар 1812, Могилев-Подольский — 26 фев 1904, с. Ожево) — Потомственный почетный гражданин, Хотинской первой гильдии купец, помещик села Ожево.[2]
- Радович Иван Григорьевич (25 янв 1815 , Могилев-Подольский — 18 мар 1888, с. Ожево) — Потомственный почетный гражданин, Хотинской первой гильдии купец.[2]
- Радович Христофор Порфирьевич (1 авг 1851, с. Деркауцы — 1917) — выпускник Московской консерватории, композитор.[11]
- Радов Иван Константинович (около 1840—1872) — поручик кавалерии.
- Радов Никанор Иванович (2 мар 1872, Ожево — 1918) — ротмистр 8-го уланского Вознесенский полка, с июля 1914 в отставке в чине подполковника конного ополчения Бессарабской губернии
- Радов Анатолий Иванович (17 янв 1873, Ожево — 7 сен 1916, Австрия) — подполковник 9-го уланского Бугского полка, погиб под Иезуполем во время Брусиловского прорыва.
- Радович Эммануил Владимирович (1896 — ?, Королевство Югославия) — выпускник Императорского Санкт-Петербургского университета, инженер путей сообщения, надворный советник в 1916 году, участник гражданской войны, в эмиграции с 1920 года, член Союза русских инженеров.[12]
- Радович Василий Христофорович (1897, Бендеры — 1937, Семиплатинск) — участник гражданской войны, прапорщик ВСЮР, в ссылке, расстрелян во время сталинских репрессий.[13]